# Alena Arzamasskaia
Alena Arzamasskaia (sau Aliona; în erziană: Эрзямассонь Олёна, în rusă Алёна; n.  ?, Arzamas, Regiunea Nijni Novgorod, Rusia – d. 4 decembrie 1670, Temnikov⁠(d), Tambov Viceroyalty⁠(d), Imperiul Rus), supranumită uneori Ioana d'Arc a Rusiei, a fost o luptătoare rebelă renumită în secolul al XVII-lea în Rusia. Ea se deghiza ca bărbat și a intrat în luptă de partea cazacilor lui Stenka Razin (în revolta țărănească condusă de acesta) în 1670, în sudul Rusiei. Spre deosebire de Ioana d'Arc, care s-a lupta în numele regelui ei, Aliona s-a răzvrătit împotriva țarului ei. Ea a fost o femeie-ataman din Erzia sub conducerea lui Stenka Razin. Țărancă la nașterea sa în sloboda Viezdnoe (Выездное) din Arzamas, a devenit călugăriță în vârstă („старица”) înainte de a deveni ataman. Ea a condus un detașament  de aproximativ 600 de bărbați și a participat la capturarea orașului Temnikov în 1670, înainte de a fi arsă pe rug.

## Tinerețe
Aliona a fost o țărancă la naștere sa în sloboda Viezdnoe din Arzamas (din regiunea Volga) și s-a căsătorit cu un țăran la o vârstă fragedă. Acesta a decedat curând și ea a rămas văduvă de minoră, apoi a devenit călugăriță la Mănăstirea Nikolaevskii. În timp ce s-a aflat la mănăstire, a citit și a studiat medicina. Aliona a fost nemulțumită la mănăstire din cauza vieții strict reglementate pe care trebuia să o ducă. În 1669, a părăsit mănăstirea, tăindu-și părul scurt și îmbrăcându-se ca bărbat.

## Revolta țărănească
La ieșirea din mănăstire, ea s-a alăturat Revoltei țărănești (din 1670-1671) care a fost condusă de Stenka Razin. Revolta a avut succes la început, în sudul Rusiei.
În 1670, a participat la capturarea orașului Temnikov, timp în care s-a prefăcut (ca bărbat) că este un lider rebel al cazacilor. A adunat un regiment de bărbați din zonele din jurul orașului natal. Ea a condus curând un regiment format din 300-400 de bărbați (în unele surse, de șase mii de luptători), fără ca să se știe că este femeie. Abilitatea ei ca arcaș dar și cunoștințele de medicină de la mănăstire, au făcut-o populară și respectată în rândul bărbaților.
Trei luni mai târziu, țarul Petru I al Rusiei a lansat o campanie de reprimare a rebelilor și a capturat Arzamasskaia. La 30 noiembrie 1670, Temnikov a fost recucerit de trupele țariste conduse de generalul Iuri A. Dolgorukov. Conform unei descrieri din 1677, ea s-a ascuns într-o biserică și a tras în câțiva soldați înainte de a fi prinsă, îmbrățișând altarul, la 4 decembrie 1670. A fost torturată pentru a divulga identitățile altor rebeli; cu toate acestea, ea a rezistat și nu a divulgat nicio informație. Unele surse spun că a fost acuzată de vrăjitorie și erezie; alte surse afirmă că a fost condamnată pentru rolul său în cucerirea Temnikovului, a fost condamnată să fie arsă pe rug.
Aliona a fost descrisă ca o amazoană cu o mare putere fizică și cu un curaj mai mare decât majoritatea bărbaților.
Când a fost arsă pe rug, martorii au relatat că ea nu a scos niciun sunet până la moartea sa.